# Дишингер, Рудольф
Рудольф Дишингер (нем. Rudolf Dischinger; 11 ноября 1904, Фрайбург — 30 ноября 1988, там же) — немецкий художник, представитель направления Новая вещественность.

## Жизнь и творчество
- 1924—1927 — учился в Земельной школе искусств в Карлсруэ, (Баден) у Георга Шольца, Карла Хуббуха и Эрнста Вюртембергера. Принимал участие в выставке «Новейшие пути живописи и рисунка» в Лейпциге.
- 1927—1939 — преподавал в женском реальном училище во Фрайбурге.
- 1934 — создал собственное художественное ателье.
- 1939—1942 — с началом Второй мировой войны отправлен солдатом на фронт. Воевал во Франции и СССР. После ранения в 1942 году вернулся на родину.
- 1943—1946 — жил в городе Ландсхут, в 1946 вернулся во Фрайбург.
- 1949—1956 — преподавал в Государственной Академии искусств во Фрайбурге.
- 1954 — профессор Академии искусств.
- 1956 — после упразднения Академии преподавал в гимназии Гёте во Фрайбурге.
- 1976 — удостоен премии Райнхольда Шнайдера[нем.] города Фрайбург.

Вплоть до начала Второй мировой войны (1939 года) художник рисовал преимущественно городские пейзажи и натюрморты, в стиле «новой вещественности». После 1945 года он обратился к абстрактному искусству. В последние годы жизни снова работал в предметной живописи.